# Landschap Erfgoed Utrecht
De stichting Landschap Erfgoed Utrecht (LEU) is een organisatie voor landschap en cultureel erfgoed in de provincie Utrecht, ontstaan uit een fusie van Erfgoedhuis Utrecht en Landschapsbeheer Utrecht in 2007.
Het is een van de 12 provinciale organisaties die samenwerken binnen Landschapsbeheer Nederland, die onderdeel vormt van overkoepelende stichting LandschappenNL.Tot de overkoepelende stichting behoren ook de Provinciale Landschappen. De geschiedenis van LEU gaat terug tot 1979. 

## Thema's en activiteiten
De stichting zet projecten op en probeert vrijwilligers te enthousiasmeren voor deelname aan activiteiten ten bate van natuur, landschap en erfgoed. 
Ook probeert ze het beleid van overheden bij te sturen. De stichting heeft ongeveer 20 stafleden en ondersteunt 1000en vrijwilligers, verdeeld over honderden werkgroepen. Ze geeft vorm aan het Steunpunt Vrijwilligers landschap en erfgoed dat vrijwilligersgroepen bijstaat zoals historische verenigingen, agrarische natuurverenigingen, en werkgroepen die zich richten op weidevogelbescherming, musea, archieven, archeologie, landschapsbeheer en landschapsinventarisatie. 
De stichting richt zich op drie hoofdthema's:
- Landschapskwaliteit: door beter beheer van landschapselementen zoals heggen en houtwallen worden agrarische cultuurlandschappen hersteld. Jaarlijks is er een natuurwerkdag.
- Biodiversiteit: De stichting is betrokken bij de aanleg van plas-draszones langs weilanden. Deze vochtige stukken land bieden kansen voor insecten en vogels. Ook worden er langs sloten en bermen bloemen ingezaaid voor bijen. Verder zijn er cursussen vogelherkenning.
- Cultureel erfgoed: In 2002 werd in Utrecht het eerste klompenpad van Nederland aangelegd, het Schutpad in Leusden. Dergelijke paden voeren over cultuurhistorische paden, zoals kerkpaden en faagpaden, door het landschap. Een ander  bijzonder project is   de nieuwe Liniewacht, dat er op is gericht de kwaliteit van cultuur en landschap bij de forten van de Nieuwe Hollandse Waterlinie en Stelling van Amsterdam te herstellen en deze gebieden toegankelijker te maken.

## Andere provinciale centra
Elke provincie heeft in principe een provinciale erfgoedinstelling, soms geïntegreerd met een   provinciaal steunpunt cultureel erfgoed.